# The Father, the Son, and the Holy Guest Star
The Father, the Son, and the Holy Guest Star är den sista avsnittet av Simpsons (säsong 16).  Avsnittet sändes i USA den 15 maj 2005. Avsnittet skulle ursprungligen ha sänts den 10 april, men flyttades efter att Johannes Paulus II avlidit. Avsnittet var det 350:e avsnittet i produktionsordningen.

## Handling
Springfield Elementary anordnar en medeltidsfestival där Lisa spelar drottning, Martin Prince kung och Bart får rollen som tunnbindare. På festen blir Vaktmästare Willie en byfåne och får trasiga kläder. Han bestämmer sig för att hämnas och då Lisa skär tårtan hoppar en mängd råttor ut genom tårtan och kaos råder. Skinner misstänker att Bart låg bakom buset och reglerar honom. Bart får börja på den katolska skolan St. Jerome's Catholic School där läraren, Syster Thomasina förstör alla hans försök till bus. Han träffar fader Sean som berättar om honom hur han förändrades som ung och Bart börjar uppskatta katolikerna. Vid middagsbordet börjar Marge bli orolig över hur katolikerna kanske förändrar honom. När Bart ber bordsbönen på latin bestämmer sig Homer för att avbryta Barts skolgång i den katolska skolan. 
Han samtalar med fader Sean och får reda på att katolikerna underhåller sig på fredagar med bingo och pannkakor. Då Homer lär sig att man kan bli biktad om man är katolik går han också med i den katolska kyrkan. Marge uppskattar inte deras val av religion och besöker Stuckey's med Ned och Tim som bestämmer sig för att hämta Bart för att få honom att återgå till den västra grenen av presbyterianska lutherska kyrkan. Lisa samtalar med Homer och fader Sean om till vilken plats de kan ha tagit Bart, och kommer fram till att de är på den protestantiska ungdomsfestivalen. Bart blir där övertalad till att Marge valde rätt religion åt honom. Bart avslutar med att säga att han tröttnat på bråken mellan de olika reformerna av kristendomen. Avslutningsvis visas en blick in i framtiden visas där två olika religioner krigar om sina sätt att tolka Barts predikan.

## Mottagande
Den katolska dagstidningen L'Osservatore Romano som ges ut i Vatikanstaten publicerade den 17 oktober 2010, en artikel där de uppmanar läsarna att låta barnen se på serien, baserat på en avhandling av Francesco Occhetta. Avhandlingen är baserat på avsnittet där Homer och Bart blir katoliker. Efter att artikeln publicerades har producenten Al Jean förklarat att Homer och Bart bara är intresserade av spaghetti-middagarna och bikten och är som Marge och Maggie, de tillhör den presbyterianska kyrkan. Al Jean har också svårt att tro att Homer skulle kunna låta bli att äta kött på fredagar. Efter artikeln har jesuitprästen Francesco Occhetta som skrivit avhandlingen hävdat att de inte är katoliker men att de är troende och uppmanar även folk att se serien.